# Federal Air Marshal Service
Ne doit pas être confondu avec United States Marshals Service.
Le Federal Air Marshal Service (en français, « service fédéral de police de l'air », FAMS) est une agence fédérale américaine placée sous la tutelle de la Transportation Security Administration du département de la Sécurité intérieure des États-Unis.

## Historique
Le FAMS est fondé par la Federal Aviation Administration (FAA) en 1968 pour lutter contre les détournements d'avions, qui s'étaient multipliés au début des années 1960.
Sa mission est d'assurer la sécurité des avions de ligne durant le vol. Au nombre de 33 agents avant les attentats du 11 septembre 2001, ils sont aujourd'hui, même si les chiffres officiels ne sont pas très précis, plusieurs milliers.

## Armement des agents spéciaux du FAMS
- Dans les années 1970, les air marshals furent armés de revolvers de .38 Spécial, de .44 Spécial ou de .45 ACP sous la forme des Colt Aircrewman, Charter Bulldog et S&W Model 25 (muni d'un canon raccourci).
- Durant les années 1980, ils sont remplacés par des P.A. SIG P225 (9 mm Parabellum) et des revolvers S&W Model 19 (calibre .357 Magnum et canon de 64 mm,pour les personnels embarqués sur des vols vers la RFA)